# Robert Körner
Robert Körner (Viena, Austria, 21 de agosto de 1924-22 de junio de 1989) fue un jugador y entrenador de fútbol austríaco. En su etapa como jugador profesional se desempeñaba como delantero. 
Su hermano menor Alfred también fue futbolista, fueron compañeros en el SK Rapid Viena y disputaron con Austria la Copa del Mundo de 1954.

## Selección nacional
Fue internacional con la selección austríaca en 16 ocasiones y convirtió un gol. Formó parte de la selección que obtuvo el tercer lugar en la Copa del Mundo de 1954, siendo el mayor éxito en la historia del fútbol austríaco hasta la fecha.

### Participaciones en Copas del Mundo
| Mundial                        | Sede  | Resultado    | Partidos | Goles |
| ------------------------------ | ----- | ------------ | -------- | ----- |
| Copa Mundial de Fútbol de 1954 | Suiza | Tercer lugar | 5        | 2     |

## Clubes

### Como jugador
| Club           | País    | Año       |
| -------------- | ------- | --------- |
| SK Rapid Viena | Austria | 1942-1957 |

### Como entrenador
| Club                       | País             | Año       |
| -------------------------- | ---------------- | --------- |
| SK Rapid Viena             | Austria          | 1959-1966 |
| SV Waldhof Mannheim        | Alemania Federal | 1966-1967 |
| 1. FC Núremberg (interino) | Alemania Federal | 1969      |
| SK Rapid Viena             | Austria          | 1972      |
| SK Rapid Viena             | Austria          | 1975-1976 |
| SK Rapid Viena             | Austria          | 1977-1978 |

## Palmarés

### Como jugador

#### Campeonatos nacionales
| Título               | Club           | País    | Año  |
| -------------------- | -------------- | ------- | ---- |
| Campeonato austríaco | SK Rapid Viena | Austria | 1946 |
| Copa de Austria      | SK Rapid Viena | Austria | 1946 |
| Campeonato austríaco | SK Rapid Viena | Austria | 1948 |
| Campeonato austríaco | SK Rapid Viena | Austria | 1951 |
| Campeonato austríaco | SK Rapid Viena | Austria | 1952 |
| Campeonato austríaco | SK Rapid Viena | Austria | 1954 |
| Campeonato austríaco | SK Rapid Viena | Austria | 1956 |
| Campeonato austríaco | SK Rapid Viena | Austria | 1957 |

#### Copas internacionales
| Título        | Club           | Sede            | Año  |
| ------------- | -------------- | --------------- | ---- |
| Copa Zentropa | SK Rapid Viena | Viena (Austria) | 1951 |

#### Distinciones individuales
| Distinción                            | Año  |
| ------------------------------------- | ---- |
| Parte del equipo del año (Sportschau) | 1951 |

### Como entrenador

#### Campeonatos nacionales
| Título               | Club           | País    | Año  |
| -------------------- | -------------- | ------- | ---- |
| Campeonato austríaco | SK Rapid Viena | Austria | 1960 |
| Copa de Austria      | SK Rapid Viena | Austria | 1961 |
| Campeonato austríaco | SK Rapid Viena | Austria | 1964 |
| Copa de Austria      | SK Rapid Viena | Austria | 1972 |
| Copa de Austria      | SK Rapid Viena | Austria | 1976 |